# Ophrys cretica
Ophrys cretica es una especie de orquídea terrestre de la familia Orchidaceae. Es nativa de Grecia e islas del Mar Egeo.

## Sinonimia
- Ophrys spruneri var. cretica  Soó (1929) (Basionymum)
- Ophrys spruneri ssp. cretica (Soó) Renz (1943)
- Ophrys kotschyi ssp. cretica (Soó) H. Sund. (1975)

## Nombre común
- Español:
- Alemán:  Kretische Ragwurz

- Datos: Q1788052
- Multimedia: Ophrys cretica / Q1788052